# Navalha de Ockham

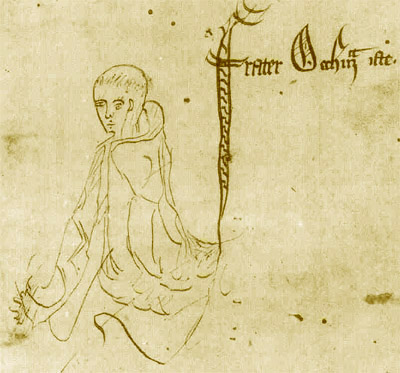
Guilherme de Ockham. Esboço de um manuscrito de Summa logicae (1341) com a inscrição frater Ockham iste.

A Navalha de Ockham, também chamada de princípio da parcimônia, é um princípio de investigação heurístico advindo da escolástica que, para a formação de hipóteses explicativas, exige a maior parcimônia em termos de complexidade. Nomeado em homenagem a Guilherme de Ockham (1288–1347), o princípio é elemento do método científico, sendo também aplicado na filosofia da ciência. 
Grosso modo, o princípio postula que de múltiplas explicações adequadas e possíveis para o mesmo conjunto de fatos, deve-se optar pela mais simples daquelas. Por “simples” entende-se aquela que contiver o menor número possível de variáveis e hipóteses com relações lógicas entre si, das quais o fato a ser explicado segue logicamente.

Em termos simplificados, a Navalha de Ockham pode ser descrita da seguinte forma:
Em igualdade de condições, a explicação mais simples é geralmente a mais provável.
A regra de Ockham está associada à exigência de reconhecer, para cada objeto analisado, apenas uma explicação suficiente. Na prática científica atual, o consenso dita que essa explicação não deve ser necessariamente monocausal, podendo consistir em múltiplas frases correlatas. A designação metafórica de "navalha" resulta da possibilidade de todas as outras explicações de um fenômeno poderem ser simples e simultaneamente removidas como que por uma navalha.
A vantagem prática desse princípio para a busca de teorias reside no fato de que teorias com poucas e simples suposições são mais facilmente verificáveis do que aquelas com muitas e complicadas. A navalha de Ockham é, porém, apenas um dos vários critérios para atestar a qualidade de uma teoria. Com ela não se pode julgar a validade de modelos explicativos, mas pode-se descartar suposições desnecessárias. Uma abordagem moderna e reducionista é o princípio KISS. Um desdobramento do princípio da parcimônia na ciência é, na matemática, o princípio de permanência.

## Formulação e designação
A mais conhecida formulação do princípio de Ockham foi dada pelo filósofo Johannes Clauberg (1622–1655). Ele escreveu, em 1654: Entia non sunt multiplicanda praeter necessitatem [ou: sine necessitate]: "Entidades não devem ser multiplicadas além do necessário." Na formulação non sunt multiplicanda entia sine necessitate, já existe a sentença desde 1639 em Johannes Poncius, que a citou como uma máxima escolástica.
Na língua inglesa, a designação Occam's Razor para esse princípio surge apenas no século XIX no filósofo britânico Sir William Hamilton e torna-se popular na discussão conduzida por John Stuart Mill sobre sua teoria científica. Guilherme de Ockham  nunca formulou explicitamente o princípio, mas aplicou-o implicitamente em seus escritos. Assim ele exigia: "Nada se deve aceitar sem justificativa própria, a não ser que seja evidente ou conhecido com base na experiência ou assegurado pela autoridade das Sagradas Escrituras" Já o termo "navalha" ou "lâmina" é uma metáfora que também surgiu muito depois de Ockham.
Além de Occam's Razor, a expressão law of parsimony é também disseminada. A designação latina é novacula Occami; em alemão tradicional é Ockhams Skalpell. No francês encontra-se, em 1746, a formulação rasoir des nominaux em Étienne Bonnot de Condillac.

## História
A preferência pela explicação mais simples remonta a Aristóteles. Ela era frequentemente justificada pelo fato de a natureza sempre escolher o caminho mais simples. Ockham negou, porém, essa justificativa, afirmando que ela limitaria a onipotência de Deus. Tal restrição da vontade divina não era aceita por ele. Na concepção de Ockham, Deus poderia escolher igualmente bem o caminho mais complexo. Não a natureza em si, portanto, mas sim teorias devem satisfazer o princípio da economia. Na construção destas, elementos supérfluos devem ser eliminados e a mais simples de duas teorias possíveis explicando um mesmo fenômeno deve ser escolhida. Em Ockham, uma lei, ontológica em sua origem, torna-se então uma regra prática para a teoria do conhecimento.
Na teoria da ciência moderna há diversas novas interpretações da Navalha de Ockham que visam justificar esse princípio como uma máxima racional para a pesquisa científica. Desta forma, a simplicidade, entre outras coisas, foi associada a um mais alto grau de confirmação ou à melhor explicação. Dentro do conceito de probabilidades bayesiano, uma mais alta probabilidade a priori também justifica a preferência por teorias mais simples. O seguinte se aplica igualmente: quanto mais suposições independentes são aceitas como pré-requisitos para a explicação, maior é a probabilidade que uma delas seja falsa. A objeção a essas justificativas é que estas se tornam circulares quando não existe critério independente para a simplicidade de teorias. Além disso, devido ao problema de indução, torna-se impossível definir como verdadeira ou mais provável, uma dentre as várias teorias que concordam da mesma forma com os fatos, independente do quão complexa ela seja.
Fundamentações atuais, que procuram evitar tanto a circularidade quanto o problema de indução, interpretam o princípio de Ockham como uma “estratégia de busca” ou heurística. Deveria-se chegar mais próximo, por tal via, de uma teoria comum e verdadeira por meio da aplicação repetida do princípio às diferentes explicações disponíveis, estando estas ligadas diretamente aos dados. Ademais, a Navalha de Ockham é dotada de robustez (qualidade de um sistema que resiste à mudanças, mantendo porém suas configurações iniciais intactas), no sentido de que a regra, utilizada novamente depois de ocorrida uma violação, leva à convergência para uma teoria verdadeira  não obstante desvios singulares da mesma. Nisso, torna-se importante o conceito de robustez, devido à regra não ser seguida à rigor no empreendimento científico e raramente ser definida “simplicidade” em casos individuais. De fato, também pode ser demonstrado que ela representa a opção mais eficiente por meio da persistência no uso da própria dentre todas as alternativas, as quais analogamente convergem para uma teoria verdadeira.
Uma justificativa não-circular do princípio de Ockham é baseada na observação de que, com o seu advento, produzem-se prognósticos com uma alta probabilidade de acerto, mesmo com o desconhecimento da teoria correta. Verifica-se também, consequentemente, que a complexidade da hipótese escolhida como prognóstico possui influência sobre a precisão das previsões a ela associadas.
Por fim, o esforço em priorizar a parcimônia corresponde exatamente à motivação de toda a abordagem reducionista na ciência: derivar uma variedade de acontecimentos de um número de suposições básicas e princípios tão pequeno quanto possível, e, nesse sentido, “explicá-los”. A exigência de uma justificativa para o uso do princípio da economia equivaleria, então, a um questionamento da validade da maior parte da atividade científica dos últimos séculos.

## Princípio da economia em vez do princípio da multiplicidade
Walter Chatton, um contemporâneo de Guilherme de Ockham, representou uma posição contrária ao princípio da economia: "Quando três coisas não são suficientes para se chegar a uma afirmação clara sobre algo, uma quarta deve ser adicionada, e assim por diante". Mesmo que filosofias variadas à época tenham formulado "contra-princípios" semelhantes, isso não mudou em nada o significado do princípio da economia ontológico.
Gottfried Wilhelm Leibniz (1646–1716) formulou um princípio da multiplicidade. Segundo Leibniz, já habitamos o melhor de todos os mundos possíveis precisamente porque este mundo dá origem à maior variedade (multiplicidade) possível, e não porque tal mundo estaria o mais livre possível do mal, do pecado e do sofrimento. Para definições e explicações, porém, Leibniz defendeu a visão de que a explicação mais simples é a melhor.
Immanuel Kant (1724–1804) formulou um princípio, segundo o qual a diversidade das espécies naturais deve ser reduzida prematuramente por uma explicação reducionista. Ao mesmo tempo reconheceu, porém, a tentativa de tal redução através do focus imaginarius das ideias da razão (Vernunftideen) como interesse da razão (Interesse der Vernunft).
Uma das aplicações do princípio da multiplicidade era a concepção de mundo ptolomaica: quanto mais precisas se tornaram os observações astronômicas, mais claramente as estrelas e planetas se desviavam da posição prevista. Para poder explicar os desvios, os aparentes recuos , e outras irregularidades, com base na metafísica clássica de Aristóteles, que a igreja tinha associado à sua doutrina, novos epiciclos tiveram de ser incluídos constantemente.  Logo, a Terra repousava no centro de esferas celestes concêntricas, sobre as quais os corpos celestes se moviam. A concepção de mundo de Copérnico representa uma tentativa de eliminar esses epiciclos e modelar os movimentos planetários com mais regularidade. Para isso, Copérnico coloca as esferas celestes em torno do sol, reordena os planetas e coloca a Terra entre os planetas. Com isso, Copérnico não precisou mais procurar razões para o uso dos epiciclos. Primeiramente, esse novo modelo correspondeu menos fielmente às observações do céu do que o melhoramento do modelo geocêntrico desenvolvido por Tycho Brahe. Mas apenas com a introdução da gravitação por Isaac Newton a concepção de mundo heliocêntrica pode reivindicar ser a teoria mais simples, pois as leis de Kepler podiam agora podiam ser derivadas das leis físicas gerais que Galileu estabeleceu e confirmou experimentalmente. Todavia, a concepção de mundo geocêntrica descrevia bem a posição das estrelas também de modo exato, mas dificilmente podia justificar física ou metafisicamente os movimentos dos corpos celestes.

## Em ciência
Este princípio foi adotado pelo que viria a ser conhecido como método científico. É uma ferramenta lógica que permite escolher, entre várias hipóteses a serem verificadas, aquela que contém o menor número de afirmações não demonstradas, o que facilita a verificação da teoria, constituindo assim um dos pilares do reducionismo em ciência.
Ao longo da história da ciência a navalha de Occam foi usada de diversas formas. Uma delas consiste na escolha da teoria mais simples para explicar um fenômeno, como na escolha da teoria do eletromagnetismo de James Maxwell em lugar da teoria do éter luminoso.
Como princípio matemático, a navalha de Occam foi aplicada pelo matemático soviético Andrei Nikolaevich Kolmogorov para definir o conceito de sequência aleatória, criando a área que ficou conhecida como complexidade de Kolmogorov.
A navalha de Occam é antecessora do chamado princípio KISS, Keep It Simple, Stupid ou em português “simplifique, estúpido” uma vulgarização da máxima de Albert Einstein de que "tudo deve ser feito da forma mais simples possível, mas não mais simples que isso", também expressa por Antoine de Saint-Exupéry como: "a perfeição não é alcançada quando já não há mais nada para adicionar, mas quando já não há mais nada que se possa retirar".
Na ciência da computação, como em outras áreas, é possível identificar que qualquer conjunto finito de fenômenos observáveis pode ter infinitas teorias explicativas, especialmente se as variações entre as teorias não puderem ser imediatamente testadas empiricamente. Também é preciso observar o contexto da afirmação, onde a afirmação não diz que a explicação mais simples sempre é a preferível. O mais correto seria, então, nesse contexto, dizer que a explicação mais simples dentre aquelas que efetivamente explicam os observáveis deve ser preferida em detrimento de outras.